# Úrsulo Galván, Manlio Fabio Altamirano
Úrsulo Galván är en ort i Mexiko.   Den ligger i kommunen Manlio Fabio Altamirano och delstaten Veracruz, i den sydöstra delen av landet, 290 km öster om huvudstaden Mexico City. Úrsulo Galván ligger 45 meter över havet och antalet invånare är 370.
Terrängen runt Úrsulo Galván är platt. Runt Úrsulo Galván är det ganska tätbefolkat, med 104 invånare per kvadratkilometer. Närmaste större samhälle är Las Amapolas, 17,1 km öster om Úrsulo Galván. Omgivningarna runt Úrsulo Galván är en mosaik av jordbruksmark och naturlig växtlighet.